# Characidium xanthopterum

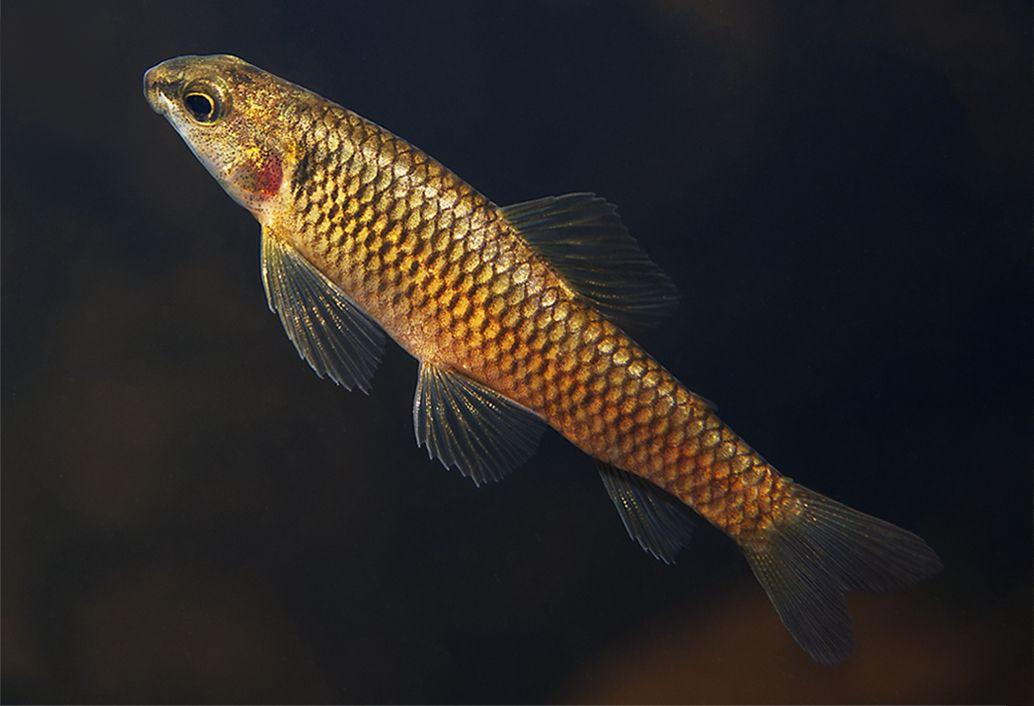
Fotografia d'un especimen de Characidium xanthopterum.

Characidium xanthopterum és una espècie de peix de la família dels crenúquids i de l'ordre dels caraciformes.

## Morfologia
- Els mascles poden assolir 4,7 cm de llargària total.
- Nombre de vèrtebres: 32-33.[4]

## Hàbitat
Viu en zones de clima tropical.

## Distribució geogràfica
Es troba a Sud-amèrica: afluents del riu Paranaíba (conca del riu Paranà) i del riu Tocantins (Brasil).